# Gudrun Pausewang
 (janvier 2020).
Si vous disposez d'ouvrages ou d'articles de référence ou si vous connaissez des sites web de qualité traitant du thème abordé ici, merci de compléter l'article en donnant les références utiles à sa vérifiabilité et en les liant à la section « Notes et références ».
Gudrun Pausewang, épouse Wilcke, est une femme de lettres allemande née le 3 mars 1928 à Wichstadl en Bohême (Tchécoslovaquie) et morte le 23 janvier 2020 à Bamberg (Allemagne).

## Biographie
Gudrun Pausewang est née en 1928 en Bohême orientale. Elle était l'aînée de six enfants. Après l'école fondamentale, elle fréquenta un lycée de jeunes filles. Son père mourut au cours de la Seconde Guerre mondiale, alors qu'elle n'avait que quinze ans. Une fois la guerre terminée, à l'âge de dix-sept ans, elle s'enfuit avec sa famille pour l'Allemagne de l'Ouest. Elle continua ses études à Wiesbaden (dans la Hesse) et obtint le baccalauréat en 1948. Elle entreprit ensuite des études de pédagogie et enseigna comme institutrice.
À partir de 1956, elle enseigna au Chili, à l'École allemande, puis cinq ans plus tard, au Venezuela. Elle séjourna sept ans en tout en Amérique du Sud et voyagea durant cette période en Amazonie, en Terre de Feu, au Pérou, en Bolivie, Colombie, au Mexique et en Amérique du Nord.
En 1963, elle revint en Allemagne, reprit des études, en langue et civilisation allemandes, tout en enseignant à l'école primaire. Cinq ans plus tard, elle partit en Colombie avec son mari, Peter Wilcke. Elle revint définitivement en Allemagne en 1972, avec son fils alors âgé de deux ans. Depuis lors, elle vit à Schlitz (lieu de l'action de son ouvrage Le Nuage). Jusqu'à sa retraite, elle y travailla comme institutrice.

## Œuvres
Les œuvres de ses premières années sont surtout des romans d'évasion ; plus tard, elle s'attache à des thèmes sociaux, par exemple la menace nucléaire. Elle s'intéresse aux problèmes du Tiers Monde dont elle a pris conscience en Amérique latine. En outre, elle s'engage pour la paix et la protection de l'environnement. Dans quelques-uns de ses ouvrages aujourd'hui très controversés, elle parle de l'« écocide » de la société et compare les dangers résultant de l'énergie nucléaire au national-socialisme. Ayant pris sa retraite en 1989, elle a depuis lors tout loisir de se consacrer à l'écriture.
Au total, elle a écrit 86 livres, qui furent distingués par de nombreux prix et qui tournent souvent autour des thèmes de la paix et de la protection de l'environnement. Écrits dans la mouvance pacifiste et écologiste des années 80, ils sont marqués par l'esprit du temps de ces mouvements, et dénoncent donc les dérives des forces de l'ordre de France et d'Allemagne. Par exemple, dans Die Wolke, les gendarment procèdent à des tirs dans la foule et répression mortelle des manifestations.

## Récompenses et distinctions
- 1977 : Buxtehuder Bulle pour Die Not der Familie Caldera (littérature enfantine)
- 1981 : La vache qui lit pour Ich habe Hunger - ich habe Durst [J'ai faim, j'ai soif]
- 1981 : Preis der Leseratten [Prix des Rats de Bibliothèques] pour Ich habe Hunger - ich habe Durst
- 1988 : Deutscher Science Fiction Preis pour Die Wolke [Le Nuage]
- 1988 : Deutscher Jugendliteraturpreis pour Die Wolke
- 1988 : prix Kurd-Laßwitz pour Die Wolke
- 1999 : chevalier de l'ordre du Mérite de la République fédérale d'Allemagne

Ce sont ces trois livres (La Détresse de la Famille Caldera, J'ai Faim - j'ai Soif, Le Nuage) qui eurent le plus grand succès.
Son livre Le Nuage (Die Wolke) a été adapté pour le cinéma en 2006, vingt ans après la catastrophe de Tchernobyl.

## Ouvrages
- Rio Amargo (roman, 1959)
- Der Weg nach Tongay (récit, 1965)
- Plaza Fortuna (roman, 1966)
- Bolivianische Hochzeit (roman, 1968)
- Guadalupe (roman, 1970)
- Die Entführung der Dona Agatha (1971)
- Hinterm Haus der Wassermann (œuvre pour enfants, 1972)
- Aufstieg und Untergang der Insel Delfina (roman, 1973)
- Und dann kommt Emilio (1974)
- Karneval und Karfreitag (1976)
- Kunibert und Killewamba (littérature enfantine, 1976)
- Die Not der Familie Caldera (littérature enfantine, 1977)
- Auf einem langen Weg (littérature enfantine, 1978)
- Wie gewaltig kommt der Fluß dahin (1978)
- Der Streik der Dienstmädchen (1979)
- Rosinkawiese (1980) - Traduction française Rosinkawiese - Un retour à la terre dans les années 20, Éditions des Amis de la Culture Européenne, 2023
- Ich habe Hunger, ich habe Durst (littérature enfantine, 1981)
- Die Freiheit des Ramon Acosta (1981)
- Die letzten Kinder von Schewenborn (récit, 1983)
- Kinderbesuch (roman, 1984)
- Pepe Amado (roman, 1986)
- Die Wolke (roman, 1987)
- Ich gebe nicht auf (récits, poèmes, prières, 1987)
- Etwas läßt sich doch bewirken (1987)
- Das Tor zum Garten der Zambranos (1988)
- Der Großvater im Bollerwagen Aurélio (littérature enfantine, 1988)
- Fern von der Rosinkawiese (1989)
- Reise im August (œuvre pour la jeunesse, 1992)
- Der Schlund (roman, 1993)
- Die Kinder in den Bäumen (littérature enfantine, 1994)
- Der Glücksbringer (roman, 1995)
- Die Verräterin (œuvre pour la jeunesse, 1995)
- Einfach abhauen (1996)
- Wiedersehen mit Anna (1997)
- Adi, Jugend eines Diktators (1997)
- Ich geb dir noch eine Chance, Gott! (1997)
- Hörst du den Fluss, Elin? (œuvre pour la jeunesse, 1998)
- Barfuß durch die große Stadt (1999)
- Roller und Rosenkranz (2000)
- Und was mach ich (2003)
- Ich war dabei. Geschichten gegen das Vergessen. (2004)
- Du darfst nicht schreien (2003)
- Überleben! (2005)
- Der Spinatvampir (2005)
- Die Meute (2006)
- Aufmüpfige Geschichten (2006)

## Traductions en espéranto
- Nora Caragea (trad. et éd.), La avo en la cxareto, Francfort-sur-le-Main, Caragea, 1999, 62 p.  (ISBN 3-00-004992-4), nombreuses illustrations d'Inge Steineke
- Nora Caragea (trad.), Inge Steineke (ill.), La infanoj en la arboj, Maribor, Inter-Kulturo, 1995, 62 p.  (ISBN 961-6075-10-1), nombreuses illustrations
- Nora Caragea (trad. et éd.), Friedrich Kohlsaat (images), Kuniberto kaj Kilevamba, Maribor, Inter-Kulturo, 2001, 107 p.  (ISBN 3-00-008497-5)
- Joachim Giessner (trad.), La lastaj infanoj de Oldrovalo : aux ... Cxu tiel aspektos nia estonteco? (récit), Paderborn, Esperanto-Centro, 1987, 77 p.  (ISBN 3-922570-44-5)

## Adaptation au cinéma
- 2006 : Die Wolke

### en allemand
- Böser, schwarzer Edelpulli. Ein Blick zurück auf Gudrun Pausewang, die Grünen und den Super-GAU, Tobias Kaufmann, 15 mars 2006
- Die Rückkehr des Aussteigers, Maxeiner & Miersch, Die Welt, 3 mars 2006
- Reinhard Osteroth, Verschüttet (critique littéraire de Überleben!) dans Die Zeit n° 20, 11 mai 2005
- Susanne Gaschke, Lehrerin der Angst, portrait dans Die Zeit n° 2, 31 décembre 2003

### en français
- http://www.ricochet-jeunes.org/auteur.asp?id=1745
- Les Amis de la Culture Européenne

### en espéranto
- Vivi plu: kial? kiel? (recenzo pri tradukoj, i.a. "La avo en la cxareto" de Gudrun Pausewang), Irina GONCxAROVA, Monato (2002/6, p. 20)